# Arfakgebergte
Het Arfakgebergte is een bergketen in het noordoosten van het Vogelkopschiereiland van de Indonesische provincie West-Papoea, gelegen nabij de stad Manokwari. Het is een afgelegen en ruig gebergte met redelijk steile hellingen. De hoogste bergtoppen zijn de Mebo (2940 meter) en Umsini (2926 meter). Het gebergte bestaat uit basalt en tufsteen met secundaire andesieten. Dit gebergte grenst ten noorden aan het Tamraugebergte.

## Biodiversiteit
Het Arfakgebergte is een zeer biodivers gebied en vormt onderdeel van de ecoregio "Montane Regenwouden van de Vogelkop".
Enkele diersoorten die leven in het Arfakgebergte zijn de Arfakastrapia (Astrapia nigra), Arfakhoningeter (Melipotes gymnops), Melanotaenia arfakensis, Microperoryctes aplini, Lechriodus platyceps, Litoria chloronota en Pseudochirulus schlegeli.